# Marcgravia magnibracteata
Marcgravia magnibracteata är en tvåhjärtbladig växtart som beskrevs av Joseph Lanjouw och v. Heerdt apud Ptille. Marcgravia magnibracteata ingår i släktet Marcgravia och familjen Marcgraviaceae. Inga underarter finns listade i Catalogue of Life.